# Indiaan (sterrenbeeld)

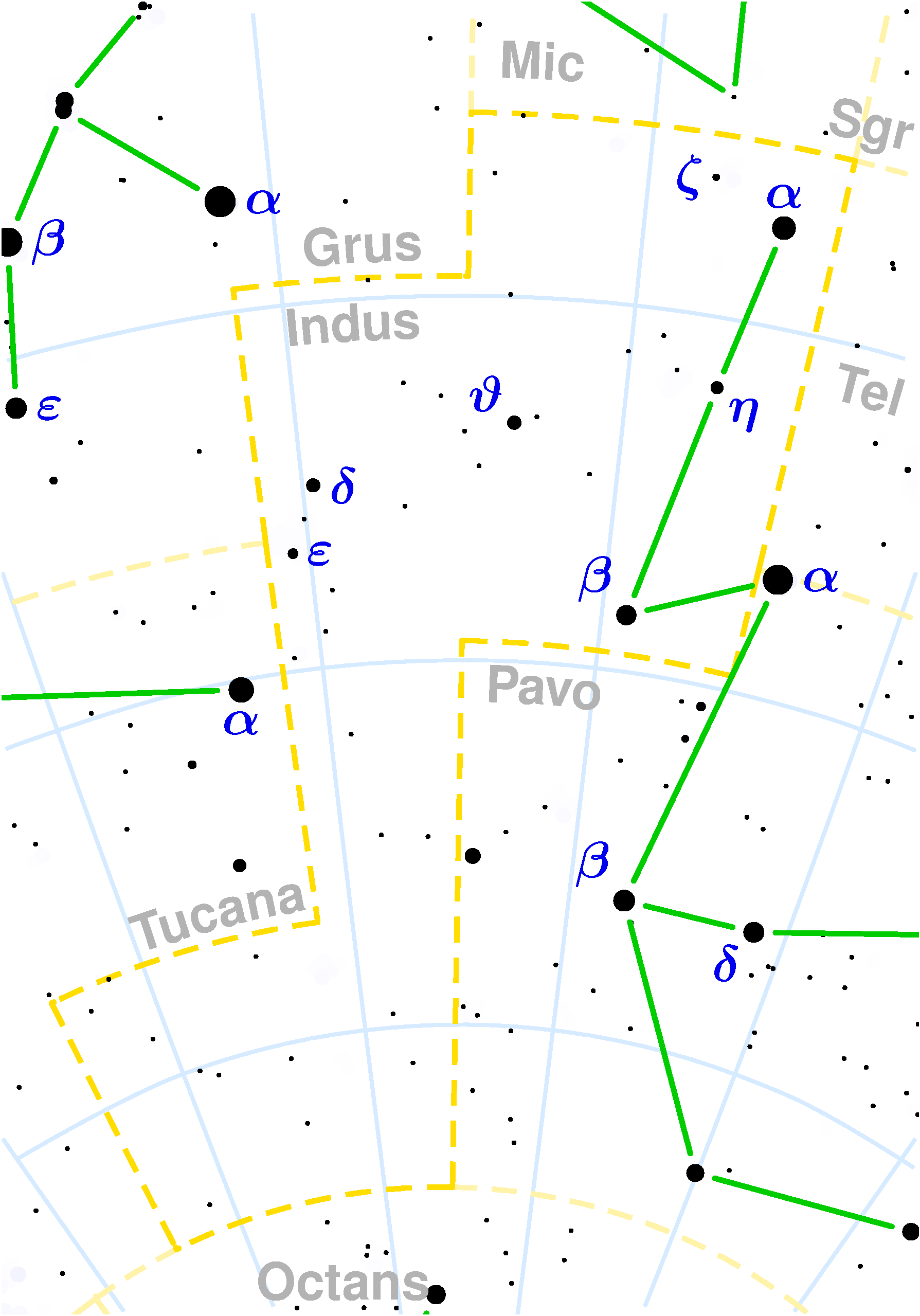
Kaart van het sterrenbeeld Indiaan.

Indiaan (Indus, afkorting Ind) is een onopvallend sterrenbeeld nabij de zuidelijke hemelpool, tussen rechte klimming 20u 25m en 23u 25m en tussen declinatie −45° en −75°. Vanaf de breedte van de Benelux is het niet te zien. Het sterrenbeeld is in het najaar van 1597 (of in het voorjaar van 1598) geïntroduceerd door Petrus Plancius naar aanleiding van de waarnemingen door Pieter Dircksz Keyser en Frederik de Houtman. 

## Sterren
Het sterrenbeeld heeft geen heldere sterren, de helderste, alpha Indi, heeft magnitude 3,11.
- Epsilon Indi behoort bij de dichtstbijzijnde sterren.

## Wat is er verder te zien?
Het sterrenbeeld bevat ook de sterrenstelsels NGC 7090 en NGC 7049.

## Aangrenzende sterrenbeelden
(met de wijzers van de klok mee)
- Microscoop (Microscopium)
- Boogschutter (Sagittarius) (raakt maar op één punt)
- Telescoop (Telescopium)
- Pauw (Pavo)
- Octant (Octans)
- Toekan (Tucana)
- Kraanvogel (Grus)